# Parlamentswahl in San Marino 2001
- RCS: 2
- PD: 12
- PSS: 15
- AP: 5
- PDCS: 25
- ANS: 1

Die Parlamentswahl in San Marino 2001 fanden am 10. Juni 2001 statt.

## Ergebnisse
| Partei                                                                 | Anzahl der Stimmen | %      | Mandate |
| ---------------------------------------------------------------------- | ------------------ | ------ | ------- |
| Partito Democratico Cristiano Sammarinese (PDCS)                       | 9.031              | 41,4 % | 21      |
| Partito Socialista Sammarinese (PSS)                                   | 5.269              | 24,2 % | 15      |
| Partito dei Democratici (PD)                                           | 4.535              | 20,8 % | 12      |
| Alleanza Popolare dei Democratici Sammarinesi per la Repubblica (APDS) | 1.974              | 8,2 %  | 5       |
| Rifondazione Comunista Sammarinese (RCS)                               | 738                | 3,4 %  | 2       |
| Alleanza Nazionale Sammarinese (ANS)                                   | 421                | 1,9 %  | 1       |